# 吉備下道前津屋
吉備下道 前津屋（きびのしもつみち の さきつや、生年不明 - 雄略天皇7年（推定463年）？）は、古墳時代の5世紀後半の吉備下道国出身の豪族で、下道国造。姓は臣で前津屋臣とも表記する。「国造吉備臣山」と同一人物だとする所伝もある。

## 一族について
下道氏は、備中国下道郡一帯を根拠地とした下道国造の一族で、姓は臣。孝霊天皇の子の稚武彦命の後裔である、と伝えられている。彼らは大王と姻戚関係を結び、内外の軍事行動に深く関与していた。
吉備地方は中国山地の鉄、海外交渉上大事な役割を持つ瀬戸内海の海上交通などを支配下に置き、温暖な気候にも恵まれた、肥沃な沖積平野を背景に勢力を伸ばしていた。
彼らは造山古墳（岡山市新庄下）・作山古墳（総社市三須）など、天皇陵に匹敵する巨大古墳を築造した。4世紀後半から5世紀後半のこの地域の古墳群を分析すると、10の地方集団が存在したと推定される。このうち、備前の吉井川以西、旭川流域を本拠地としたのが上道氏であり、備中の高梁川流域を占めていたのが下道氏である。
『日本書紀』巻第十には、応神天皇の妃、御友別命の妹である兄媛が親孝行のために実家へ帰り、その後様子を見に行った天皇一行が、吉備葉田葦守宮で御友別（みともわけ）一家の歓待を受けた。その恩に報いるために、彼の息子らに吉備国を以下のように分割した、という。
1. 川嶋県（かわしまのあがた、備中国浅口郡）を長子稲速別（いなはやわけ）に委任した（現在の岡山県総社市西半、倉敷市（元吉備郡真備町)）。これが下道臣の始祖である。
2. 上道県を（かみつみちのあがた）を中子仲彦にゆだねた（現在の西大寺市、岡山市東半）。これが上道臣、香屋臣の始祖である。
3. 三野県（みののあがた）を弟彦にまかせた（現在の岡山市北半、旭川以西）。これが三野臣の始まりである。
4. 波区芸県（はくぎのあがた）を御友別の同母弟（いろど）の鴨別（かもわけ）に任せた（岡山県笠岡市あたり？）。これが笠臣の始祖である。
5. 苑県（そののあがた）を同母兄（いろね）の浦凝別（うらごりわけ）に任せた（元吉備郡真備町北部）。これが苑臣の始祖である[3]。

これらは、7世紀以降、吉備氏が上道・下道・三野・香屋（賀夜）・苑・笠などの氏族に分化したことを示してもいる。
これ以外にも、吉備一族は多く存在し、朝廷で重要な役割を果たしたらしい。

## 記録
『日本書紀』巻第十四によると、官者（舎人）の吉備弓削部虚空(きびのゆげべ の おおぞら)は取り急ぎ家に帰った。吉備下道臣前津屋は、虚空を留め置いて、何ヶ月経っても都へ戻ることを許さなかった。雄略天皇は身毛君丈夫（むげのきみますらお）を遣わして、召し出すことに成功した。
そして、虚空が申し上げるには、
「前津屋は小女（おとめ）を天皇に見立て、大女（おおめのこ）を自分にして、競わせて互いに闘わせています。幼女が勝ったら、これを殺しています。また小さい鶏を天皇の鶏にして、毛を抜いて羽を切り、自分の方の鶏には鈴や金の距（あこえ、蹴爪）をつけて闘わせています。毛が潰れて丸い頭になった鶏が勝つとまた大刀を抜いて殺します」
天皇はこの話を聞いて、物部（もののふ）の兵士30人を派遣して、前津屋とその一族併せて70人を皆殺しにしたとされる。

## 考察
前津屋の行為はまじないのレベルでしかないのだが、吉備氏と天皇家との確執を示すものとして、注目される。
彼が虚空という舎人を身の回りに留め置いて、帰さなかったところにも、大和政権の部民制への反抗心が現れている。
また、この事件は、吉備上道田狭の叛乱とも、大いに関連がある。あるいは、雄略天皇が、前津屋が田狭の行動と呼応しようとしたと判断した可能性は高い。